# Вотерс (Оклахома)
Вотерс (енгл. Walters) град је у америчкој савезној држави Оклахома.

## Демографија
По попису из 2010. године број становника је 2.551, што је 106 (-4,0%) становника мање него 2000. године.
| Група             | 2000.         | 2010.         |
| Белци             | 2.204 (83,0%) | 1.918 (75,2%) |
| Афроамериканци    | 10 (0,4%)     | 21 (0,8%)     |
| Азијати           | 2 (0,1%)      | 4 (0,2%)      |
| Хиспаноамериканци | 91 (3,4%)     | 134 (5,3%)    |
| Укупно            | 2.657         | 2.551         |